# Carex setispica
Carex setispica är en halvgräsart som beskrevs av Charles Baron Clarke. Carex setispica ingår i släktet starrar, och familjen halvgräs. Inga underarter finns listade i Catalogue of Life.